# 淺山一傳流体術
淺山一傳流体術（あさやまいちでんりゅうたいじゅつ、新字体では浅山一伝流体術）とは、大倉直行が伝えた体術の流派である。

## 歴史
流祖は浅山三五郎（浅山一伝斎）である。
明治時代に十三代を名乗る大倉直行が文京区で教授していた。
大倉直行は会津出身で1871年（明治4年）に生まれたとされる。大倉直行は庶子であったため幼少の頃に母方の大倉家に預けられた。父親は家老職であるとされるが、大倉は庶子であるため父親の名を語ることができなかった。
大倉直行は、叔父の田中タモツから剣術を母親から体術を学んだ。
また水府流の泳法や馬術なども修得した。田中が渡台中に他界したため浅山一伝流体術第十三代目となった。
明治末に文京区白山御殿町に十畳くらいの広さの道場「武徳館」を開設し昭和10年代まで活動していた。大倉直行の武徳館では体術、居合、棒、逆取短棒を門弟の適正に合わせて教えており、体術は修行の段階により5級～1級を定め免許状として地之巻を授けた。
大倉直行の以降は坂井宇一郎、永沼経行の2人の高弟の系統に分かれて伝承されていった。永沼経行からの伝を受けた上野貴は、自身が創作した神道天心流の体系に浅山一伝流体術を採り入れ、多くの門人にこの技を伝えたので戦後に広まった。坂井宇一郎の系統は、大倉伝浅山一伝流体術という名称で活動している。

### 坂井宇一郎の系統
坂井宇一郎は1912年（大正元年）に大倉直行の高弟小林義忠が開いていた潜龍館に入門した。小林は実戦経験豊かな人であったが酒豪であり、それが原因で道場の後援者が去ってしまい潜龍館の門を閉めることとなった。1918年（大正7年）坂井宇一郎は小林の紹介で武徳館を開いていた大倉直之に入門した。

## 内容
地之巻
上段之位
引落、抱込、小手返、入違、猿手投、両手取、両胸取、霞返、折木、打落、行違、襟引
中段之位
引立、丸身、逆手投、捩返、一文字、逆胸取、襟〆、前肩取、釣鐘、打込抱、帰投、三脈取
下段之位
前双手、片手〆、逆寅返、打込押、露返、後双手、横引落、腰返、関節投、翼〆、首投、後肩取
奥傳之位
打込、前落、腕骨投、払倒、岩石落、咽喉落、入身、逆背負、双手投、閂返、縛捕、隅攻
居取之位
星落、星返、獅子付、獅子碎、天狗落、天狗返、片手翼、燕返

## 系譜
岩城英男の説では、浅山一伝新流の小林茂右衛門 - 森山喜右衛門長政 - 森山清水右衛門元重 - 筧内匠政幹 - 平山主馬之介忠告という伝系で大倉直行に伝わったとしているが定かではない。
大倉家には大倉直行は叔父の田中タモツから剣術を母親から体術を学んだと伝わっている。
- 十二代,田中タモツ
- 十三代,大倉直行源知徳
  - 黒沢蓮太郎（大倉直行の長男）
  - 大倉晴之介（大倉直行の次男）
  - 大倉こう蔵（大倉直行の三男）
  - 大倉武正（大倉直行の四男）
  - 小林義忠（潜龍館）
  - 鈴木直光（居合術）
  - 田島（明治大学剣道部師範、剣術）
  - 坂井宇一郎
    - 坂井英二（淺山一傅流体術武徳会会長）
    - 太田重明（淺山一傅流体術武徳会師範代）
    - 有浦道隆（淺山一傅流体術武徳会師範代）
    - 角田孝師（淺山一傅流体術武徳会師範代）
    - 岡野友三郎（正統松濤館岡野派 國際謙交塾武道館） [注釈 3]　　
      - 岡野友勝（正統松濤館岡野派 國際謙交塾武道館）

  - 永沼経行
    - 永沼良行
      - 神長成佳
      - 柴田孝一

    - 上野貴
      - 佐藤金兵衛
      - 種村恒久（匠刀）

  - 神山義満（神山辰男）
  - 安達唯勝
    - 保坂泰司（安達柔道場指導員、浅山一伝流体術研修員）

  - 内藤栄太郎正光（二世日比野雷風）
  - 伊藤朝盛柳風軒
    - 西条秀礼

  - 武石兼太郎（大倉と義兄弟の契りを結び、後に兼相流を開く。）